# Ружмон (Во)
Ружмон (фр. Rougemont) — громада  в Швейцарії в кантоні Во, округ Рів'єра-Пеї-д'Ано.

## Географія
Громада розташована на відстані близько 55 км на південь від Берна, 45 км на схід від Лозанни.
Ружмон має площу 48,5 км², з яких на 2,7% дозволяється будівництво (житлове та будівництво доріг), 47,8% використовуються в сільськогосподарських цілях, 34% зайнято лісами, 15,5% не є продуктивними (річки, льодовики або гори).

## Демографія
2019 року в громаді мешкало 858 осіб (-5,2% порівняно з 2010 роком), іноземців було 36,2%. Густота населення становила 18 осіб/км².
За віковим діапазоном населення розподілялося таким чином: 17,5% — особи молодші 20 років, 55% — особи у віці 20—64 років, 27,5% — особи у віці 65 років та старші. Було 427 помешкань (у середньому 2 особи в помешканні).
Із загальної кількості 371 працюючого 62 було зайнятих в первинному секторі, 77 — в обробній промисловості, 232 — в галузі послуг.